# Anaerovirgula multivorans
Anaerovirgula multivorans ist eins Spezies anaerober, Sporen bildender, Gram-positiver Bakterien, die in den Sedimenten des alkalischen Owens Lake in Kalifornien entdeckt wurde.
Die Art wurde 2006 von den Mikrobiologen Elena V. Pikuta, Takashi Itoh, Paul Krader und Jane Tang beschrieben, die sie unter ihrem binären Namen Anaerovirgula multivorans in die monotypische Gattung Anaerovirgula einordneten.

## Beschreibung
A. multivorans ist extremophil, kann also unter extremen Lebensbedingungen wachsen. Das Bakterium wächst im pH-Bereich von 6,7 bis 10,0 (Optimum pH 8,5) und im Temperaturbereich von 10 bis 45 °C (Optimum 35 °C). Es benötigt Salz zum Leben.
Seine Besonderheit ist, dass es im Gegensatz zu praktisch allen sonstigen Lebewesen auch linksdrehende Zucker und Aminosäuren verwerten kann.

## Etymologie
Der Gattungsname Anaerovirgula besteht aus dem griechischen Präfix ἄν- an-, das Negation ausdrückt, gefolgt von ἀήρ (ἀέρος) aêr (Gen. aeros), deutsch ‚Luft‘; virgula kommt aus dem Lateinischen und bedeutet „Stäbchen“; Anaerovirgula bedeutet daher „kleines anaerobes Stäbchen“.
Das Artepitheton multivorans besteht aus dem lateinischen Wort multus ‚viele‘, und vorans ‚auffressen‘; multivorans bedeutet also „das viele Arten von Substraten verschlingt“.